# ۵ تیر
۵ تیر/سرطان نود و هشتمین روز از سال در گاه‌شماری خورشیدی است. به پایان سال ۲۶۷ روز (۲۶۸ روز در سال کبیسه) مانده‌است.

## مناسبت‌ها
- روز جهانی مبارزه با مواد مخدر

## رویدادها
- ۱۲۸۸ - قوای سردار اسعد بختیاری از اصفهان به قم وارد شدند و با نمایندگان روس و انگلیس برای ایجاد هماهنگی و کسب موافقت در تسخیر تهران ملاقات کردند.
- ۱۲۹۹ - استعفای حسن وثوق‌الدوله، رئیس‌الوزرای وقت ایران
- ۱۳۱۴ - برقراری روابط دیپلماتیک بین دو کشور اتحادیه جماهیر شوروی و کلمبیا
- ۱۳۲۹ - انتصاب سرلشکر حاجی‌علی رزم‌آرا توسط محمدرضاشاه پهلوی به مقام نخست‌وزیری ایران
- ۱۳۴۴ - افتتاح نمایشگاه بزرگ هفت‌هزار سال تاریخ و هنر ایران در کاخ هنرهای زیبای سان فرانسیسکو افتتاح شد
- ۱۳۵۲ - دیدار هویدا و ملک حسین
- ۱۳۵۶ - دانشجویان دانشگاه تهران و دانشگاه آریامهر (صنعتی شریف) در بازار تهران و مقابل دانشگاه آریامهر تظاهرات کردند.
- ۱۳۶۴ - آغاز عملیات ظفر ۲ در پنجوین با تلاش ارتش جمهوری اسلامی ایران
- ۱۳۷۹ - هیئت وزیران کشور قطر، طرح همکاری قطر و ایران را در امور فرهنگی و فنی تصویب کرد.
- ۱۳۸۰ - کاخ آپادانا در شوش از دورهٔ هخامنشی، قلعهٔ شوش از دورهٔ قاجار، آسیاب‌های شوشتر از دورهٔ ساسانیان و آسیاب‌های آبی گنو در بندرعباس از دورهٔ قاجار در فهرست آثار ملی ایران قرار گرفت.
- ۱۳۸۳ - رقابت ۵ تیر ۱۳۸۳ تیم ملی فوتبال ایران با تیم ملی فوتبال سوریه در مسابقات فوتبال غرب آسیا ۲۰۰۴
- ۱۳۸۵ - تأسیس شورای راهبردی روابط خارجی
- ۱۳۸۶ - رونمایی از تمبر روز ملی مبارزه با سلاح‌های شیمیایی و میکروبی
- ۱۳۹۹ - انفجار خجیر در ایران

## زادروزها
- ۱۳۳۰ - خسرو شهراز، بازیگر
- ۱۳۵۷ - علی آقایی، بازیگر
- ۱۳۶۷ - میلاد فراهانی، بازیکن فوتبال
- ۱۳۷۷ - ابوالفضل جلالی، بازیکن فوتبال
- ۱۳۸۲ - محمدجواد حسین‌نژاد، بازیکن فوتبال

## درگذشت‌ها
- ۱۳۵۰ - احمد متین دفتری، نخست‌وزیر ایران در زمان رضا شاه
- ۱۳۵۴ - میرزا احمد آشتیانی، دانشمند علوم اسلامی
- ۱۳۹۷ - علی‌اصغر حاج‌سیدجوادی، از مدافعان جدی آزادی رسانه در پیش و پس از انقلاب ۱۳۵۷ و کنشگر سیاسی مستقل
- ۱۳۹۸ - مرتضی صفاری نطنزی، نماینده حوزه انتخابیه نطنز و قمصر در دوره دهم مجلس شورای اسلامی
- ۱۴۰۲ - علی رفیعی علامرودشتی، نویسنده، کتاب‌شناس، مصحح و محقق (زاده ۱۳۳۰)